# Казале, Николо
Николо Казале (итал. Nicolò Casale; родился 14 февраля 1998 года, Неграр, Италия) — итальянский футболист, защитник клуба «Лацио», выступающий на правах аренды за клуб «Болонья».

## Клубная карьера
Николо Казале является воспитанником «Эллас Верона». За клуб дебютировал в матче против «Сассуоло». Из-за неизвестного повреждения пропустил 5 дней. Всего за клуб сыграл 37 матчей, где отдал 1 голевой пас.
11 июля 2017 года был отдан в аренду в «Перуджу». За клуб сыграл две игры: против «Пармы» и «Удинезе».
30 января 2018 года был отдан в аренду в «Прато». Дебют за клуб состоялся в матче против «Гаворрано». Всего за клуб сыграл 15 матчей.
6 июля 2018 года был отдан в аренду в «Зюйдтироль». За клуб дебютировал в матче против «Венеции». Из-за неизвестного повреждения пропустил 6 дней. Всего за клуб сыграл 39 матчей, где отдал 1 голевой пас.
18 июля 2019 года был отдан в аренду в «Венецию». Дебют за клуб состоялся в матче против «Кремонезе». Из-за неизвестного повреждения пропустил 32 дня. Всего за клуб сыграл 20 матчей.
3 октября 2020 года был отдан в аренду в «Эмполи». За клуб дебютировал в матче против «Беневенто». Свой первый гол забил в ворота футбольного клуба «Виртус Энтелла». Всего за клуб сыграл 26 матчей, где забил гол.
8 июля 2022 года за 6,56 миллионов евро перешёл в «Лацио». За клуб дебютировал в матче против футбольного клуба «Эллас Верона». Из-за разрыва отводящей мышцы пропустил две недели. В матче против футбольного клуба «Фиорентина» забил свой первый гол.

## Карьера в сборной
За сборные Италии до 19 и до 21 сыграл 4 матча.

## Достижения
«Болонья»
- Обладатель Кубка Италии: 2024/25